# Jurgen Delnaet
Jurgen Delnaet, né à Gand en 1972, est un acteur flamand (Belgique).

## Filmographie partielle

### Au cinéma
- 2008 : Moscow, Belgium de Christophe Van Rompaey
- 2009 : Meisjes de Geoffrey Enthoven
- 2010 : Copacabana de Marc Fitoussi
- 2014 : Halfweg de Geoffrey Enthoven
- 2014 : Booster de Daniel Lambo
- 2017 : Angle mort de Nabil Ben Yadir
- 2017 : Double face (Het tweede gelaat) de Jan Verheyen
- 2018 : Ne tirez pas (Niet schieten) de Stijn Coninx

### À la télévision
- 2008-2010 : Urgence disparitions (2 épisodes : Julie (2010) ; Anja (2008))

## Récompenses et distinctions

### Récompenses
- Festival international des programmes audiovisuels de Biarritz 2015 : FIPA d’or interprétation masculine pour Marsman

### Nominations
- 2014 : nomination pour le prix du meilleur acteur à la 5e cérémonie des Ensors pour son rôle de Theo dans Halfweg de Geoffrey Enthoven